# Новочемоданово
Новочемода́ново — село Лев-Толстовского района Липецкой области. Центр Новочемодановского сельсовета.
Стоит у небольшого леска. На северо-западе от Новочемоданова располагается урочище Старочемоданово.
В 2,5 км к югу на железнодорожной линии Лев Толстой — Чаплыгин находится станция Митягино.
Новочемоданово известно по документам со второй половины XIX века.
Название связано с соседним селом Старочемоданово (ныне не существует); отсюда уточнение Ново-.

## Население
| 1906 | 2000 | 2010 |
| ---- | ---- | ---- |
| 432  | ↘416 | ↘367 |